# Aliterace
Aliterace čili náslovný rým (starším pravopisem alliterace) je stylistická figura (literární technika) založená na tom, že se na začátku slov verše či na začátku několika slov opakuje stejná hláska nebo skupina hlásek, např. „plyne peníz po penízku“ (středověká vagantská poezie) či „Slovo do světa stvořenie“.
Sancte sator suffragator
Legum lator largus dator.
Někdy jsou do aliterace zahrnuty i předložky, jindy ne. Je velmi rozšířená jak v poezii, tak v próze. V próze ji nalezneme zejména u jmen postav – např. Ufňukaná Uršula. Někteří lidé mají křestní jméno (nebo jména) spojené s příjmením pomocí aliterace jako Pier Paolo Pasolini nebo Margaret Mitchellová.
Aliterace podporuje eufonii, mimoto má funkci mnemotechnické pomůcky. Na aliteraci byla založena poezie ve starogermánských jazycích (viz aliterační verš), jako stylistická ozdoba v běžných básních byla častá též v období romantismu – často aliteraci užíval Edgar Allan Poe či Richard Wagner ve svých operních libretech. Skvělým příkladem aliterace je sloka z lyricko-epické básně Píseň o starém námořníkovi:
The fair breeze blew, the white foam flew,
The furrow followed free;
We were the first that ever burst
Into that silent sea.
(Samuel Taylor Coleridge, The Rime of the Ancient Mariner)
Užívá se často v reklamě a současné kultuře, jako příklad lze uvést název limonád Coca-Cola – aliterace v názvu výrobku totiž může na zákazníka působit příznivě.
Obdobou aliterace je tautogram, text, jehož jednotlivá slova začínají stejným písmenem: „Veni, vidi, vici“ (Julius Caesar), „Love's Labours Lost“ (William Shakespeare), Maria Mater Misericordiae – Marie, matka milosrdenství. Dante v Božské komedii se setkal s třemi divokými zvířaty, panterem (lonza), lvem (leone), a vlčicí (lupa), což je také aliterace.
Známou aliterací je humorná povídka Zdeňka Kňučíka Navrátila a Vlasty Redla Hoří, v níž všechna slova začínají hláskou h. V podobném duchu se nese i facebookový projekt Pohádky písmene Pé, ve kterém jsou všechny příspěvky psány pouze s použitím slov začínajících na hlásku p.